# Bombolla immobiliària
Una bombolla immobiliària o una bombolla de la propietat (o bombolla del mercat de l'habitatge per als mercats residencials) és un tipus de bombolla econòmica que es produeix periòdicament als mercats immobiliaris locals o globals, i que normalment segueix un auge de la terra o tipus d'interès reduïts. Un boom de la terra és un augment ràpid del preu de mercat de béns immobles com l'habitatge fins que arriben a nivells insostenibles i després disminueixen. Aquest període, durant el període previ a l'accident, també es coneix com a escuma. Les escoles de pensament econòmic responen de manera diferent a les preguntes sobre si les bombolles immobiliàries es poden identificar i prevenir, i si tenen una importància macroeconòmica més àmplia, tal com es detalla a continuació.
Les bombolles als mercats immobiliaris són més crítiques que les bombolles de la borsa. Històricament, les caigudes dels preus de les accions es produeixen de mitjana cada 13 anys, duren 2,5 anys i tenen com a resultat una pèrdua d'aproximadament un 4% del PIB. Les caigudes dels preus de l'habitatge són menys freqüents, però duren gairebé el doble i provoquen pèrdues de producció que són dues vegades més grans (segons dades de l'FMI World Economic Outlook l'any 2003). Un estudi experimental de laboratori recent també mostra que, en comparació amb els mercats financers, els mercats immobiliaris impliquen períodes de boom i caiguda més estès. Els preus baixen més lentament perquè el mercat immobiliari és menys líquid.
La crisi financera del 2007-2008 va ser provocada per l'esclat de les bombolles immobiliàries que havien començat a diversos països durant la dècada del 2000.

## Identificació i prevenció

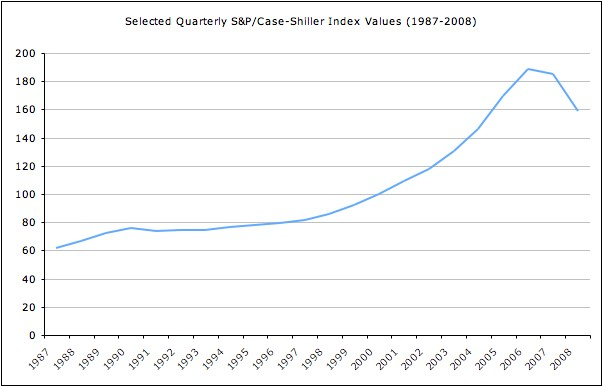
Tendència dels preus de l'habitatge als EUA (1998-2008) mesurada per l'índex Case-Shiller.

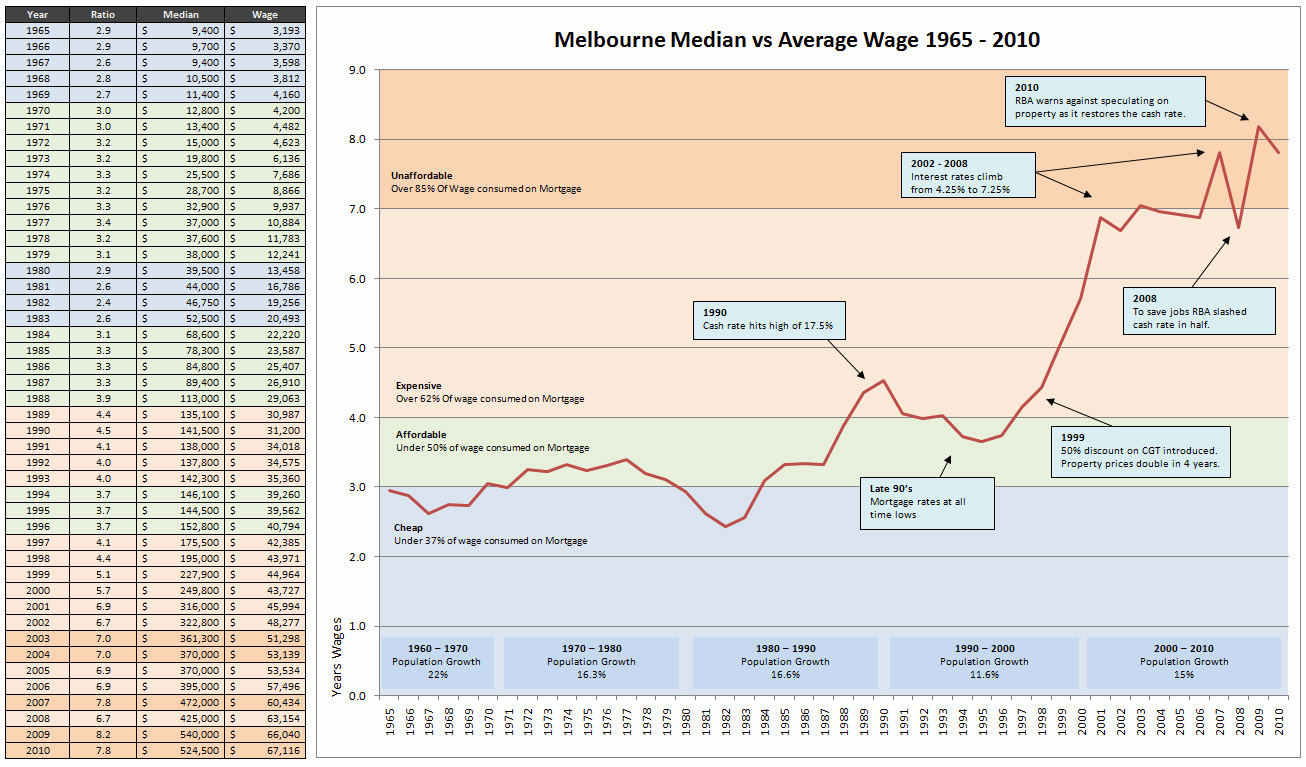
Relació entre els preus mitjans de l'habitatge de Melbourne i els salaris anuals australians, 1965-2010.

Com passa amb tota mena de bombolles econòmiques, hi ha desacord sobre si es pot identificar o predir una bombolla immobiliària, i potser prevenir-la. Les bombolles especulatives són desviacions persistents, sistemàtiques i creixents dels preus reals dels seus valors fonamentals. Les bombolles immobiliàries poden ser difícils d'identificar encara que s'estiguin produint, a causa de la dificultat de discernir el valor intrínsec dels béns immobles. Com passa amb altres tendències econòmiques de mitjà i llarg termini, la predicció precisa de les bombolles futures ha resultat difícil.
En el sector immobiliari, els fonaments es poden estimar a partir dels rendiments del lloguer (on els immobles es consideren de manera similar a les accions i altres actius financers) o a partir d'una regressió dels preus reals sobre un conjunt de variables de demanda o oferta.
L'economista nord-americà Robert Shiller de Case–Shiller Home Price Index, els preus de l'habitatge a 20 ciutats metropolitanes dels Estats Units va indicar el 31 de maig de 2011 que un "Home Price Double Dip [es] confirmava". i la revista britànica The Economist, argumentà que els indicadors del mercat immobiliari es podien utilitzar per identificar les bombolles immobiliàries. Alguns experts argumenten a més que els governs i els bancs centrals poden i haurien de prendre mesures per evitar que es formin bombolles o per desinflar les existents.
Es pot introduir un impost sobre el valor de la terra (LVT) per evitar l'especulació sobre la terra. Les bombolles immobiliàries dirigeixen l'estalvi cap a activitats de cerca de lloguer en lloc d'altres inversions. Un impost sobre el valor de la terra elimina els incentius financers per mantenir la terra no utilitzada únicament per a l'apreciació del preu, fent més terra disponible per a usos productius. A nivells prou alts, l'impost sobre el valor de la terra provocaria la caiguda dels preus dels béns immobles eliminant les rendes de la terra que d'altra manera es convertirien en "capitalitzades" en el preu dels béns immobles. També anima els propietaris a vendre o cedir els títols a llocs que no estan utilitzant, evitant així que els especuladors acaparin terres no utilitzades.

## Importància macroeconòmica
Dins d'algunes escoles d'economia heterodoxa, per contra, les bombolles immobiliàries es consideren d'importància crítica i una causa fonamental de les crisis financeres i les crisis econòmiques consegüents.
La perspectiva econòmica predominant és que els augments dels preus de l'habitatge produeixen poc o cap efecte riquesa, és a dir, no afecta el comportament de consum de les llars que no volen vendre. El preu de l'habitatge es converteix en una compensació dels més elevats costos implícits de lloguer per tenir propietat. L'augment dels preus de l'habitatge pot tenir un efecte negatiu en el consum mitjançant l'augment de la inflació del lloguer i una major propensió a estalviar donat l'augment esperat del lloguer.
En algunes escoles d'economia heterodoxa, especialment l'economia austríaca i l'economia postkeynesiana, les bombolles immobiliàries es veuen com un exemple de bombolles de crèdit (pejorativament bombolles especulatives), perquè els propietaris generalment utilitzen diners prestats per comprar propietats, en forma d'hipoteques. Aleshores s'argumenta que aquests causen crisis financeres i, per tant, econòmiques. Primer s'argumenta empíricament: nombroses bombolles immobiliàries han estat seguides per caigudes econòmiques, i s'argumenta que hi ha una relació causa-efecte entre aquestes.
La teoria postkeynesiana de la deflació del deute té una visió del costat de la demanda, argumentant que els propietaris no només se senten més rics, sinó que es deuen prestar per (i) consumir contra l'augment del valor de la seva propietat, per exemple, contractant una línia de crèdit de valor de la llar; o (ii) especular comprant una propietat amb diners prestats amb l'esperança que augmentarà de valor. Quan esclata la bombolla, el valor de la propietat disminueix però no el nivell d'endeutament. S'argumenta que la càrrega del reemborsament o l'incompliment del préstec deprimeix la demanda agregada i constitueix la causa propera de la caiguda econòmica posterior.

## Indicadors del mercat de l'habitatge

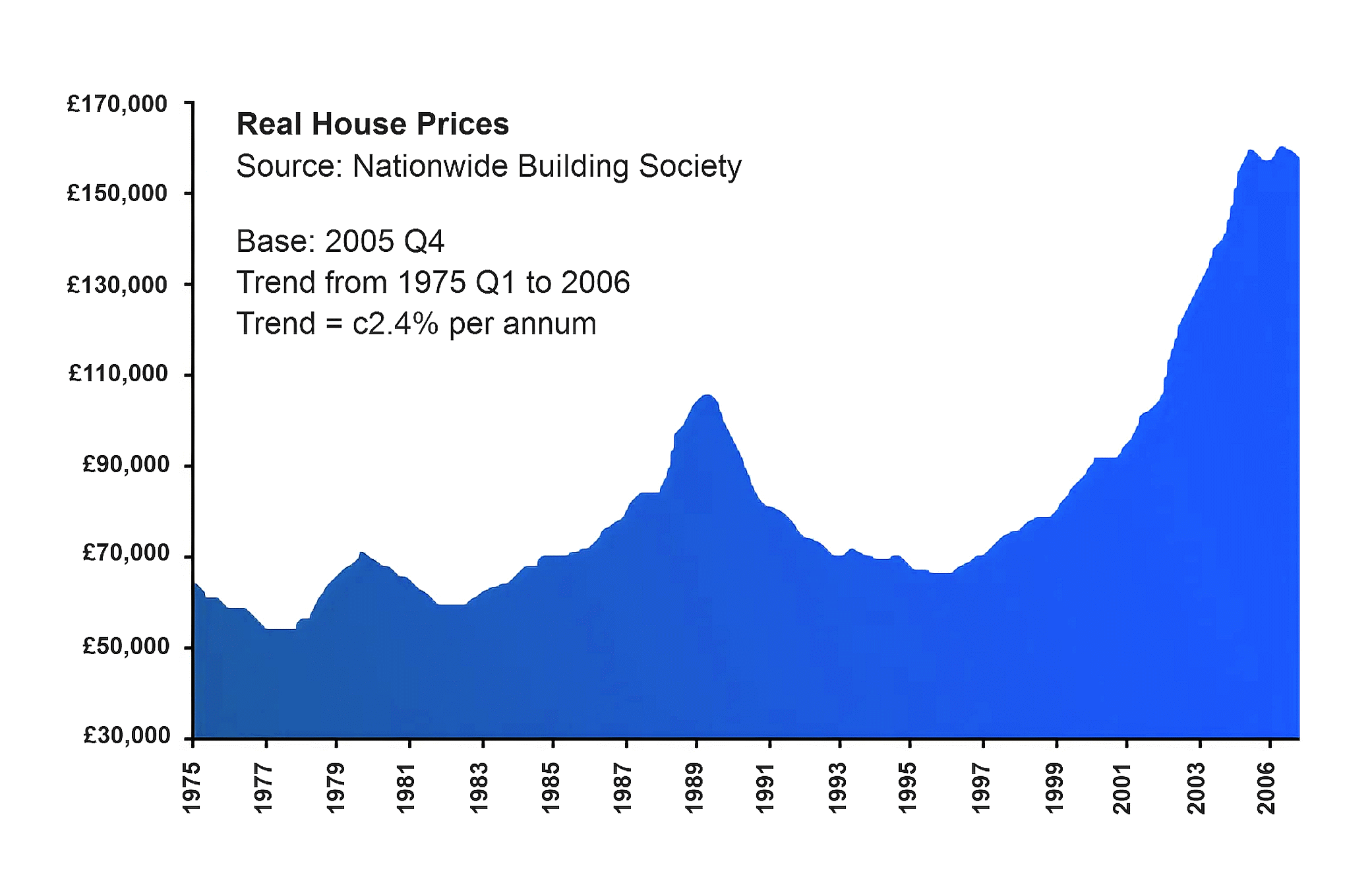
Preus de l'habitatge al Regne Unit entre 1975 i 2006, ajustats per la inflació

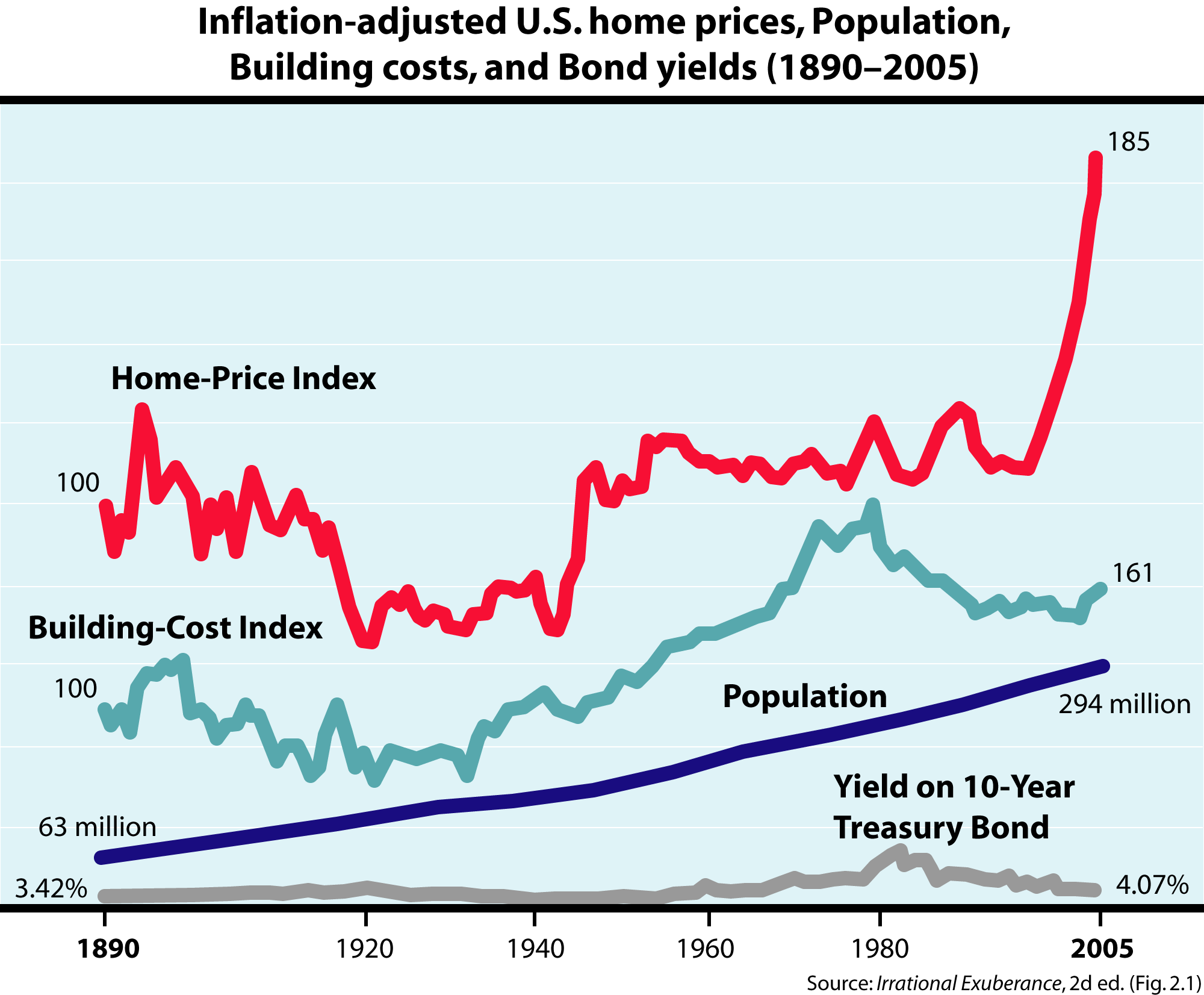
La trama de Robert Shiller sobre els preus de les cases als Estats Units, la població, els costos de construcció i els rendiments dels bons, dIrrational Exuberance, 2a ed. Shiller mostra que els preus de les cases dels EUA ajustats per inflació van augmentar un 0,4% anual entre 1890 i 2004 i un 0,7% anual entre 1940 i 2004, mentre que les dades del cens dels EUA de 1940 a 2004 mostren que el valor autoavaluat va augmentar un 2% anual.

En intentar identificar les bombolles abans que esclatin, els economistes han desenvolupat una sèrie de ràtios financeres i indicadors econòmics que es poden utilitzar per avaluar si els habitatges d'una àrea determinada tenen un valor just. En comparar els nivells actuals amb els anteriors que s'han demostrat insostenibles en el passat (i van provocar o almenys acompanyats d'accidents), es pot fer una conjectura intel·ligent sobre si un mercat immobiliari determinat està experimentant una bombolla. Els indicadors descriuen dos aspectes entrellaçats de la bombolla immobiliària: un component de valoració i un component de deute (o palanquejament). El component de valoració mesura el preu de les cases en relació amb el que es pot permetre la majoria de la gent, i el component de deute mesura com es converteixen en les llars endeutades en comprar-les per a habitatges o beneficis (i també quina exposició acumulen els bancs donant-los préstecs). Business Week ofereix un resum bàsic de l'evolució dels indicadors d'habitatge per a les ciutats dels EUA. Vegeu també: economia immobiliària i tendències immobiliàries.

### Mesures d'accessibilitat a l'habitatge
- La relació preu-ingressos és la mesura bàsica d'assequibilitat de l'habitatge en una zona determinada. En general, és la relació entre els preus mitjans de l'habitatge i la renda familiar disponible mitjana, expressada com a percentatge o com a anys d'ingressos. De vegades es compila per separat per als compradors per primera vegada i s'anomena assolibilitat.[cal citació] Aquesta ràtio, aplicada als particulars, és un component bàsic de les decisions de préstec hipotecari.[cal citació] Segons un càlcul de Goldman Sachs, una comparació dels preus mitjans dels habitatges amb la renda mitjana de les llars suggereix que l'habitatge nord-americà el 2005 estava sobrevalorat en un 10%. "No obstant això, aquesta estimació es basava en una taxa hipotecària mitjana d'aproximadament el 6%, i esperaríem que les taxes pugessin", segons va escriure l'equip d'economia de la firma en un informe recent.[13] Segons les xifres de Goldman, un augment d'un punt percentual de les taxes hipotecàries reduiria el valor raonable dels preus de l'habitatge en un 8%.[cal citació]
- La relació entre dipòsits i ingressos és el pagament inicial mínim requerit per a una hipoteca típica, expressat en mesos o anys d'ingressos. És especialment important per als compradors per primera vegada que no disposen d'un valor de l'habitatge; si el pagament inicial es fa massa alt, aquests compradors poden trobar-se amb un "preu fora" del mercat. Per exemple, A 2004  aquesta ràtio era igual a un any d'ingressos al Regne Unit.[14]
Una altra variant és el que la National Association of Realtors dels Estats Units anomena "índex d'accessibilitat de l'habitatge" a les seves publicacions.[15] (La solidesa de la metodologia del NAR va ser qüestionada per alguns analistes, ja que no té en compte la inflació).[16]
- L'índex d'assequibilitat mesura la relació entre el cost mensual real de la hipoteca i els ingressos a casa. S'utilitza més al Regne Unit, on gairebé totes les hipoteques són variables i estan vinculades als tipus de préstec bancari. Ofereix una mesura molt més realista de la capacitat de les llars per pagar l'habitatge que la relació preu brut/ingressos. Tanmateix, és més difícil de calcular i, per tant, la relació preu-ingressos és encara més utilitzada pels experts.[ OMS? ] En els darrers anys,[Quan?] s'han relaxat les pràctiques de préstec, la qual cosa ha permès agafar en préstec múltiples d'ingressos.
- El múltiple mitjà mesura la relació entre el preu mitjà de l'habitatge i la renda mitjana anual de la llar. Aquesta mesura ha rondat històricament un valor de 3,0 o menys, però en els darrers anys[Quan?] ha augmentat de manera espectacular, especialment en mercats amb greus restriccions de política pública sobre sòl i desenvolupament.[17]

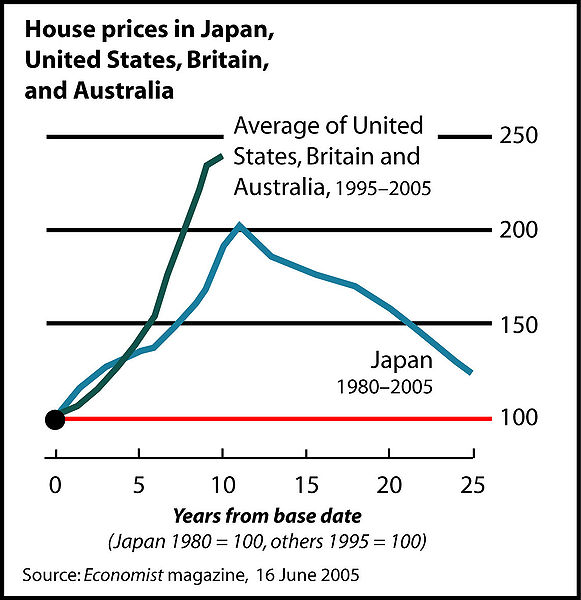
Preus dels habitatges ajustats per la inflació al Japó (1980-2005) en comparació amb l'apreciació del preu dels habitatges als Estats Units, Gran Bretanya i Austràlia (1995-2005).

### Mesures de deute de l'habitatge
- La ràtio deute a ingressos de l'habitatge o ràtio de servei del deute és la relació entre els pagaments de la hipoteca i la renda disponible. Quan la ràtio és massa alta, les llars depenen cada cop més de l'augment del valor de les propietats per pagar el seu deute. Una variant d'aquest indicador mesura els costos totals de propietat de l'habitatge, inclosos els pagaments de la hipoteca, els serveis públics i els impostos sobre la propietat, com a percentatge dels ingressos mensuals abans d'impostos d'una llar típica; per exemple, vegeu els informes de RBC Economics per als mercats canadencs.[18]
- La ràtio deute de l'habitatge a capital (no confondre amb la ràtio deute corporatiu a capital), també anomenada préstec a valor, és la relació entre el deute hipotecari i el valor de la propietat subjacent; mesura el palanquejament financer. Aquesta ràtio augmenta quan el propietari pren una segona hipoteca o un préstec de valor de l'habitatge utilitzant el patrimoni acumulat com a garantia. Una ràtio superior a 1 implica que el patrimoni del propietari és negatiu.

### Mesures de propietat i lloguer de l'habitatge
- Les bombolles es poden determinar quan un augment dels preus de l'habitatge és superior a l'augment dels lloguers. Als EUA, el lloguer entre el 1984 i el 2013 ha augmentat de manera constant al voltant del 3% anual, mentre que entre el 1997 i el 2002 els preus de l'habitatge van augmentar un 6% anual. Entre el 2011 i el tercer trimestre del 2013, els preus de l'habitatge van augmentar un 5,83% i el lloguer un 2%.[19]
- La ràtio de propietat és la proporció de llars que són propietaris dels seus habitatges en contraposició al lloguer. Acostuma a augmentar constantment amb els ingressos. A més, els governs sovint adopten mesures com ara retallades d'impostos o finançament subvencionat per fomentar i facilitar la propietat de l'habitatge.[20] Si un augment de la propietat no està recolzat per un augment dels ingressos, pot significar que els compradors s'estan aprofitant dels baixos tipus d'interès (que eventualment han de tornar a pujar a mesura que l'economia s'escalfa) o que els préstecs per a l'habitatge s'atorguen de manera més liberal, als prestataris amb un crèdit pobre. Per tant, una ràtio de propietat elevada combinada amb una taxa més gran de préstecs subprime pot indicar nivells de deute més elevats associats a les bombolles.
- La relació preu-benefici o relació P/E és la mètrica habitual que s'utilitza per avaluar la valoració relativa de les accions. Per calcular la ràtio P/E per al cas d'una casa de lloguer, dividiu el preu de l'habitatge entre els seus ingressos potencials o ingressos nets, que és el lloguer anual de mercat de l'habitatge menys les despeses, que inclouen els impostos sobre el manteniment i la propietat. Aquesta fórmula és:

{\displaystyle {\mbox{Ràtio preu-benefici de l'habitatge}}={\frac {\mbox{Preu de l'habitatge}}{{\mbox{Benefici per acció}}-{\mbox{Guany net}}}}}
La relació preu-ingressos de l'habitatge proporciona una comparació directa amb les ràtios P/E utilitzades per analitzar altres usos dels diners lligats a una casa. Compareu aquesta relació amb la relació preu-lloguer més senzilla, però menys precisa a continuació.
- La relació preu-lloguer és el cost mitjà de propietat dividit pels ingressos de lloguer rebuts (si es compra per llogar) o el lloguer estimat (si es compra per residir):

{\displaystyle {\mbox{Preu de l'habitatge-Ràtio de lloguer}}={\frac {\mbox{Preu de l'habitatge}}{{\mbox{Renda mensual}}\times 12}}}
Aquest últim sovint es mesura utilitzant els números de "lloguer equivalent al propietari" publicats per l'⁣Oficina d'Estadístiques Laborals. Es pot veure com l'equivalent immobiliari de la relació preu-benefici de les accions; en altres termes, mesura quant paga el comprador per cada dòlar d'ingressos de lloguer rebut (o dòlar estalviat de la despesa en el lloguer). Els lloguers, igual que els ingressos empresarials i personals, generalment estan molt lligats als fonaments de l'oferta i la demanda⁣; poques vegades es veu una "bombolla de lloguer" insostenible (o "bombolla d'ingressos" per al cas). Per tant, un ràpid augment dels preus de l'habitatge combinat amb un mercat de lloguer pla pot indicar l'inici d'una bombolla. La relació preu-lloguer dels EUA era un 18% superior a la seva mitjana a llarg termini l'octubre de 2004 per exemple.
- El rendiment brut del lloguer, una mesura utilitzada al Regne Unit, és el lloguer brut anual total dividit pel preu de l'habitatge i expressat com a percentatge:

{\displaystyle {\mbox{Gross Rental Yield}}={\frac {{\mbox{Monthly rent}}\times 12}{\mbox{House price}}}\times 100\%}
Aquest és el recíproc de la relació preu-lloguer de l'habitatge. El rendiment net del lloguer dedueix les despeses del propietari (i, de vegades, els buits estimats del lloguer) del lloguer brut abans de fer el càlcul anterior; aquest és el recíproc de la relació P/E de la casa.
Com que els lloguers es reben al llarg de l'any i no al seu final, tant els rendiments bruts com nets del lloguer calculats per l'anterior són una mica inferiors als rendiments reals del lloguer obtinguts tenint en compte la naturalesa mensual dels pagaments del lloguer.
- La taxa d'ocupació (al costat de la taxa de desocupació) és el nombre d'habitatges ocupats dividit pel nombre total d'unitats en una regió determinada (en béns immobles comercials, normalment expressat en termes d'àrea (és a dir, en metres quadrats, acres, etcètera) per a diferents graus d'edificis). Una taxa d'ocupació baixa significa que el mercat es troba en un estat d'excés d'oferta provocat per la construcció i la compra especulatives. En aquest context, les xifres d'oferta i demanda poden ser enganyoses: la demanda de vendes supera l'oferta, però la demanda de lloguer no.[cal citació]

### Índexs de preus de l'habitatge

L'índex Case–Shiller 1890–2016, que mostra una bombolla immobiliària que va assolir el màxim el 2006

Les mesures del preu de l'habitatge també s'utilitzen per identificar les bombolles immobiliàries; aquests es coneixen com a índexs de preus de l'habitatge.
Una sèrie destacada d'índex de preus de l'habitatge per als Estats Units són els Índex Case–Shiller, ideats pels economistes nord-americans Karl Case, Robert J. Shiller i Allan Weiss. Segons el mesurament de l'índex Case-Shiller, els EUA van experimentar una bombolla immobiliària que va assolir el màxim durant el segon trimestre del 2006, per exemple.

## Llista de bombolles immobiliàries

### Des del final de la guerra freda fins a la Gran Recessió del 2008
La caiguda de la bombolla dels preus dels actius japonesos a partir de 1990 ha estat molt perjudicial per a l'⁣economia japonesa. L'accident del 2005 va afectar Shanghai, la ciutat més gran de la Xina.
L'any 2007 existí una bombolla immobiliària que es va estendre arreu del món. Entre els països afectats s'incloïa l'Argentina, Nova Zelanda, Irlanda, Espanya, Líban, Polònia, iCroacia. El llavors Then President de la Reserva Federal dels EUA Alan Greenspan digué a mitjans de l'any 2005 que "com a mínim, hi ha una mica d'"escuma" (al mercat immobiliari dels Estats Units)... és difícil no veure que hi ha moltes bombolles locals". A la revista The Economist, en aquells moments es publicà a més que "l'augment mundial dels preus de l'habitatge és la bombolla més gran de la història".
A França, l'economista Jacques Friggit publica cada any un estudi anomenat "Evolució del preu, del valor i del nombre de vendes d'immobles a França des del segle XIX", que mostrava un gran augment de preus des del 2001. No obstant això, l'existència d'una bombolla immobiliària a França fou discutida pels economistes, jja que creien que les bombolles immobiliàries són seguides invariablement de fortes disminucions de preus (també conegudes com a caiguda del preu de l'habitatge) que poden provocar que molts propietaris tinguin hipoteques que superen el valor de les seves cases. 11,1 milions d'immobles residencials, o el 23,1% de totes les cases dels EUA, tenien un patrimoni net negatiu el 31 de desembre de 2010. El valor de les propietats comercials es va mantenir al voltant d'un 35% per sota del seu màxim de mitjans de 2007 a el Regne Unit. Com a resultat, els bancs s'han tornat menys disposats a mantenir grans quantitats de deute amb garantia immobiliària, probablement un tema clau que afecti la recuperació mundial a curt termini.
L'any 2006, es pensava que la majoria de zones del món es trobaven en un estat de bombolla, tot i que aquesta hipòtesi, basada en l'observació de patrons similars als mercats immobiliaris d'una gran varietat de països, va ser objecte de controvèrsia. Aquests patrons incloïen els de sobrevaloració i, per extensió, l'endeutament excessiu basat en aquestes sobrevaloracions. La crisi de les hipoteques subprime dels EUA del 2007-2010, juntament amb els seus impactes i efectes sobre les economies de diverses nacions, ha implicat que aquestes tendències podrien tenir algunes característiques comunes.
Algunes crisis en països individuals foren:
- Bombolla immobiliària dels països bàltics
- Bombolla immobiliària britànica
- Bombolla immobiliària canadenca
- Bombolla immobiliària xinesa - 2005-2011
- Bombolla immobiliària danesa – 2001–2006
- Bombolla immobiliària irlandesa - 1999–2006
- Bombolla dels preus dels actius japonesos - 1986-1991
- Bombolla immobiliària libanesa
- Bombolla immobiliària polonesa – 2002–2008
- Bombolla immobiliària romanesa
- Bombolla immobiliària espanyola – 1985–2008, 2008-2014
- Bombolla immobiliària dels Estats Units – 1997–2006[37]

Des de la Gran Recessió del 2008 fins a l'actualitat hi ha hagut les següents crisis també:
 
- Bombolla immobiliària australiana
- Bombolla immobiliària britànica
- Bombolla immobiliària canadenca
- Bombolla immobiliària de Nova Zelanda

#### Bombolla immobiliària dels EUA 2012-present
L'escriptora del Washington Post, Lisa Sturtevant, creia que el públic compraria articles que els diguessin que el mercat immobiliari del 2013 no era indicatiu d'una bombolla immobiliària: "Una diferència crítica entre el mercat actual i el mercat sobreescalfat de mitjans de la dècada passada és la naturalesa del mercat hipotecari. Els estàndards de subscripció més estrictes han limitat el grup de compradors potencials d'habitatges a aquells que estan més qualificats i més propensos a pagar els préstecs. La demanda aquesta vegada es basa més en els fonaments del mercat. I el creixement dels preus que hem experimentat recentment és "real". O "més real". Altres investigacions recents indicaren que els gestors de nivell mitjà en finançament titulitzat no mostraven consciència dels problemes en els mercats generals de l'habitatge.
L'economista David Stockman creia que una segona bombolla immobiliària es va iniciar el 2012 i encara es va inflar el febrer de 2013. L'inventari d'habitatges va començar a disminuir a principis de 2012, ja que els inversors de fons de cobertura i les empreses de capital privat adquirien habitatges unifamiliars amb l'esperança de llogar-los mentre esperaven un repunt de l'habitatge. A causa de les polítiques econòmiques del moment, els tipus d'interès de les hipoteques es mantingueren en mínims històrics, fet que provocà un augment dels valors dels béns immobles. Els preus dels habitatges han augmentat de manera antinatural fins a un 25% en un any a àrees metropolitanes com l'àrea de la badia de San Francisco i Las Vegas.
Després de la pandèmia de la COVID-19, el mercat immobiliari dels Estats Units va experimentar un augment significatiu dels preus dels habitatges, impulsat per un greu desequilibri entre l'oferta i la demanda. La pandèmia va interrompre les cadenes de subministrament i va frenar la construcció d'habitatges, provocant una escassetat d'habitatges disponibles. Aquesta escassetat, juntament amb l'augment dels costos d'endeutament a causa de les pujades dels tipus d'interès de la Reserva Federal, van contribuir a l'alça dels preus. Alguns experts assenyalaren que els actuals augments de preus es basen en els fonaments del mercat més que en un comportament especulatiu, posant de manifest el problema actual de l'accessibilitat de l'habitatge.

#### Pandèmia COVID de la bombolla immobiliària de la zona euro
Els preus de l'habitatge a la zona euro van augmentar dràsticament durant la pandèmia de COVID.
Per exemple, a Praga, una persona necessitaria 17,3 anys de sou per comprar un pis de 70 metres quadrats.